# Cinema Edison
Cinema Edison és un edifici del municipi de Figueres (Alt Empordà) protegit com a bé cultural d'interès local.

## Descripció
Edifici situat al centre històric de la ciutat, a prop de la Rambla. Es tracta d'un complex d'edificis d'esbarjo i habitació, situat en cantonada. La façana del carrer Sant Pau presenta dues construccions bessones de planta pis i altell dedicats un a Cinema, Cafè, salons, etc. i l'altre a casa dels Cusí (propietaris), separats per un edifici d'un sol pis amb encoixinat a la base i amb tres obertures totes elles amb arc escarser. La central és la porta d'entrada decorada a la dovella clau amb una fulla d'acant. A sobre d'aquesta una garlanda floral. A cada costat de la porta dues finestres. A la part superior de la façana, una balustrada partida per un cos central al centre del qual hi ha un oval amb decoració floral. De la balustrada només se'n conserva la del costat esquerre. El conjunt es perllonga als baixos de la casa següent del carrer Sant Pau, on hi havia l'entrada. La façana del carrer Sant Josep presenta, a la planta baixa, dues entrades laterals per arc de mig punt; ulls de bou amb decoració floral al primer pis, i sèries de tres finestres en el segon. Aquesta façana està ordenada a partir de pilastres adossades d'ordre gegant amb capitell de tipus floral. Corona la façana un fris amb decoracions geomètriques i vegetals, cornisa i terrassa.

## Història
1905, Carles Cusí inaugura l'actual cinema Edison, situat en l'anomenada sala dels miralls. Va ésser el primer cinema de la província dels que actualment existeixen. Actualment els propietaris del cinema són els Tabar-Cusí.